# Lagenulopsis
Lagenulopsis är ett släkte av svampar. Lagenulopsis ingår i familjen Coryneliaceae, ordningen Coryneliales, klassen Eurotiomycetes, divisionen sporsäcksvampar och riket svampar.
|              | Corynelia                              |
|              |                                        |
|              | Bicornispora                           |
|              |                                        |
|              | Caliciopsis                            |
|              |                                        |
|              | Coryneliospora                         |
|              |                                        |
|              | Coryneliopsis                          |
|              |                                        |
|              | Tripospora                             |
|              |                                        |
| Lagenulopsis | \| \| Lagenulopsis bispora \| \| \| \| |
|              | \| \| Lagenulopsis bispora \| \| \| \| |
|              | Fitzpatrickella                        |
|              |                                        |
|              | Lagenulopsis bispora                   |
|              |                                        |

|  | Lagenulopsis bispora |
|  |                      |